# David Pérez Asensio
David Pérez Asensio (Madrid, 27 de septiembre de 1982) es un entrenador de fútbol español. Actualmente dirige a la selección de las Islas Vírgenes Británicas.

## Trayectoria
Comenzó su carrera dirigiendo a equipos de las categorías base de fútbol de Madrid y entrenador del Club Deportivo Móstoles U.R.J.C. desde la temporada 2012-13 hasta marzo de 2018, donde se marcharía a China para dirigir al Anhui Titi Sport de China.
David permanecería en China dirigiendo al Anhui Titi Sport desde marzo de 2018 hasta mayo de 2019.
En la temporada 2019-20 regresa a España para hacerse cargo del AD Alcorcón Juvenil "A".
El 1 de julio de 2021, se convierte en entrenador del Verdes Football Club de la Liga Premier de Belice y con el que participaría en la fase previa de la Liga CONCACAF. David dirigiría a los Verdes Football Club hasta noviembre de 2022.
El 25 de enero de 2022, firma como entrenador de la selección de fútbol de Belice.El 19 de julio de 2024, fue despedido de su cargo.
Luego de un pequeño paso por el Al-Taraji,asumió al frente de la selección de las Islas Vírgenes Británicas en marzo de 2025.

## Clubes

### Como entrenador
| Club                                       | País                      | Año           |
| ------------------------------------------ | ------------------------- | ------------- |
| Club Deportivo Móstoles U.R.J.C.           | España                    | 2012-2018     |
| Anhui Titi Sport                           | China                     | 2018-2019     |
| AD Alcorcón Juvenil "A"                    | España                    | 2019-2021     |
| Verdes Football Club                       | Belice                    | 2021-2022     |
| Selección de Belice                        | Belice                    | 2022-2024     |
| Al-Taraji                                  | Arabia Saudita            | 2024          |
| Selección de las Islas Vírgenes Británicas | Islas Vírgenes Británicas | 2025-presente |